# Hugh MacLean
Hugh MacLean (1879 - Revere, 3 de setembre de 1909) fou un ciclista estatunidenc, professional que va competir a principis de segle xx. Va guanyar una medalla de plata al Campionat del món de Mig fons de 1899 per darrere del canadenc Harry Gibson.
Va morir a conseqüència d'una caiguda mentre entrenava al velòdrom de Revere.

## Palmarès
- 1896
  - 1r als Sis dies de Boston (amb Floyd Krebs)